# Kefar Sava
Kefar Sava, ook wel Kfar Saba of Kfar Sava genoemd (Hebreeuws: כְּפַר סָבָא), is een stad in Israël, circa twintig kilometer ten noordoosten van Tel Aviv in de Sharonvlakte.
De stad dateert uit 1912 toen (voor het grootste deel) Joodse immigranten er een vaste nederzetting begonnen. Zij breidde later haar grondgebied uit op gronden waar tot medio mei 1948 het verwoeste en ontvolkte Palestijnse plaatsje Kfar Saba had gelegen. Het stadsdeel Shikun Kaplan ligt nu op deze plek.
In 2006 woonden er naar schatting 81.000 mensen. Veel inwoners zijn forens maar de stad beschikt zelf ook over de nodige werkgelegenheid: een aanzienlijk deel van de Israëlische hightechindustrie is er gevestigd. Sinds enige jaren is Kefar Sava via een forensenspoorlijn met Tel Aviv verbonden.

## Partnersteden
- Beit Jann (Israël)
- Columbus (Ohio) (Verenigde Staten)
- Delft (Nederland)
- Mülheim an der Ruhr (Duitsland)
- San José (Costa Rica)
- Wiesbaden (Duitsland)

## Geboren
- Miki Berkovich (1954), basketballer
- Yaron Pesztat (1961), politicus en professor filosofie
- Dorit Rabinyan (1972), schrijfster
- Galit Chait (1975), kunstschaatsster
- Idan Raichel (1977), zanger
- Harel Skaat (1981), zanger
- Eyal Meshumar (1983), voetballer
- Eden Golan (2003), zangeres